# سيدي بودومة (بني كلة السفلى)
سيدي بودومة هو دُوَّار يقع بجماعة بني قلة، إقليم وزان، جهة طنجة تطوان الحسيمة في المملكة المغربية. ينتمي الدوّار لمشيخة بني كلة السفلى التي تضم 23 دوار. يقدر عدد سكانه بـ 269 نسمة حسب الإحصاء الرسمي للسكان والسكنى لسنة 2004.

## روابط خارجية
- البوابة الوطنية للجماعات الترابية نسخة محفوظة 12 مارس 2018 على موقع واي باك مشين.
- المندوبية السامية للتخطيط